# Ploubalay
Ploubalay (en bretó Plouvalae) és un municipi francès, situat a la regió de Bretanya, al departament de Costes del Nord. L'any 2006 tenia 2.488 habitants.

## Demografia
| 1962                                       | 1968  | 1975  | 1982  | 1990  | 1999  |
| ------------------------------------------ | ----- | ----- | ----- | ----- | ----- |
|                                            | 2.150 | 2.217 | 2.292 | 2.334 | 2.385 |
| Des de 1962: població sense dobles comptes |       |       |       |       |       |

## Administració
| Període   | Identitat           | Partit |
| --------- | ------------------- | ------ |
| 1995-2008 | Henri Derouin       | PS     |
| 2008-     | Marie Annick Guguen | PS     |